# 中华人民共和国第四机械工业部
中华人民共和国第四机械工业部（1963年－1982年），为中华人民共和国国务院主管电子工业的部。

## 历史

### 前身
1949年7月1日，中国人民革命军事委员会电信总局工业管理处成立。接收了官僚买办资本企业合并整理为：天津无线电厂、南京无线电厂、重庆无线电厂、南京有线电厂和上海有线电厂，共有职工2328人，厂房面积1.8万平方米，主要机加工设备850台，装配和生产无线电台、电话机和人工交换机等。1950年5月，中央人民政府政务院批准在重工业部建制内成立电信工业局，由中央军委通信部代管，负责统一管理全国的电信工业企业。王诤兼任部长。1953年4月10日，经政务院财经委员会批准，第一机械工业部电信工业局改属第二机械工业部建制，改称为第二机械工业部第十局。军委通信部副部长刘寅兼任局长。副局长、代局长王士光。主要任务：为军队提供通信装备；为军工部门提供配套的通信、导航产品；为国民经济各部门提供有线和无线电通信设备；为广播事业提供成套播送设备；向人民群众提供收音机、扩音机和电唱机等消费类产品。1953年～1966年期间，对通信工业共投资2.77亿元，新建12个厂，搬迁1个厂，对6个重点老厂（南京无线电厂、天津无线电厂、重庆无线电厂、中原无线电厂、南京有线电厂和天津广播器材厂等）进行技术改造，还扶持了l6个省市66个地方企业的发展。第一个五年计划苏联向中国提供2项通信厂援建项目，即北京有线电厂（738厂，现称兆维电子）和成都某厂。还从苏联成系列地引进了几十种短波、超短波无线电台、发射机、接收机、通信终端设备技术和水声探测技术，以及明线三路载波机、电话机、野战40门磁石式交换机与舰船用有线通信设备、步进制自动电话交换机的全套产品设计、工艺和工装技术资料，新产品样机，关键工艺装置和原材料等，派遣大批专家帮助中国企业掌握生产技术和企业的先进管理经验。
1963年2月8日，中共中央、国务院决定将第三机械工业部第十总局分离出来单独成立第四机械工业部。
截至1978年，通信工业基本建设总投资累计13.89亿元。全国通信工业共有企业179个，其中中央直属企业47个、地方企业132个；固定资产原值13.4亿元；从业人员17.91万人，其中工程技术人员23061人，工人10.9万余人。
1978年9月，国务院批准成立了国家广播电视工业总局。1982年，第四机械工业部、国家广播电视工业总局、国家电子计算机工业总局（1979年3月成立）合并，组建电子工业部，内设通信广播电视工业管理局。

## 历任部长
1. 王诤
2. 贺光华（军管会主任）
3. 彭林（军管会主任）
4. 王诤
5. 钱敏

## 机构设置

### 内设机构
- 办公厅
- 干部司
- 计划司
- 财务司
- 军工司
- 地方工业司
- 质量司
- 元器件生产技术局
- 第一生产技术局
- 第二生产技术局：主管通信、导航、计算机、射线仪器、水声和广播电视等产品的生产技术管理工作。
- 第三生产技术局
- 第四生产技术局
- 第十研究院：雷达技术和测控技术研究
- 第十四研究院：元器件技术研究
- 第十九研究院：通信技术和电子计算机技术研制